# Civic Party
Die Civic Party (chinesisch 公民黨 / 公民党, Pinyin Gōngmín dǎng, Jyutping Gung1man4 dong2 – „Bürgerpartei“) war eine pro-demokratische politische Partei in der Sonderverwaltungszone Hongkong mit einer linksliberalen Ausrichtung. Nach der Democratic Party war sie zuletzt die zweitgrößte Partei im Pro-Demokratie-Lager. Seit 2020 nach dem Inkrafttreten des neuen Sicherheitsgesetzes in Hongkong wurden mehrere Parteimitglieder, darunter auch Abgeordnete, von der Hongkonger Regierung für ihr demokratisches Engagement festgenommen. Aus Angst vor der eigenen Festnahme traten zuletzt keine Mitglieder mehr für Vorstandspositionen an und die Partei löste sich am 27. Mai 2023 auf.
Die Partei entstand aus der Article 45 Concern Group, einer politischen Gruppierung, welche sich bereits 2003 bei den Protesten gegen den Anti-Subversions-Paragrafen, Artikel 23 des Hongkonger Grundgesetzes, formierte und entsprechend Artikel 45 des Hongkonger Grundgesetzes die Direktwahl des Chief Executive von Hongkong forderte. Dieses politische Ziel bildete, nachdem diese politische Gruppierung am 19. März 2006 die Civic Party gegründet hatte, einen Grundpfeiler der politischen Ausrichtung der Partei.

## Geschichte

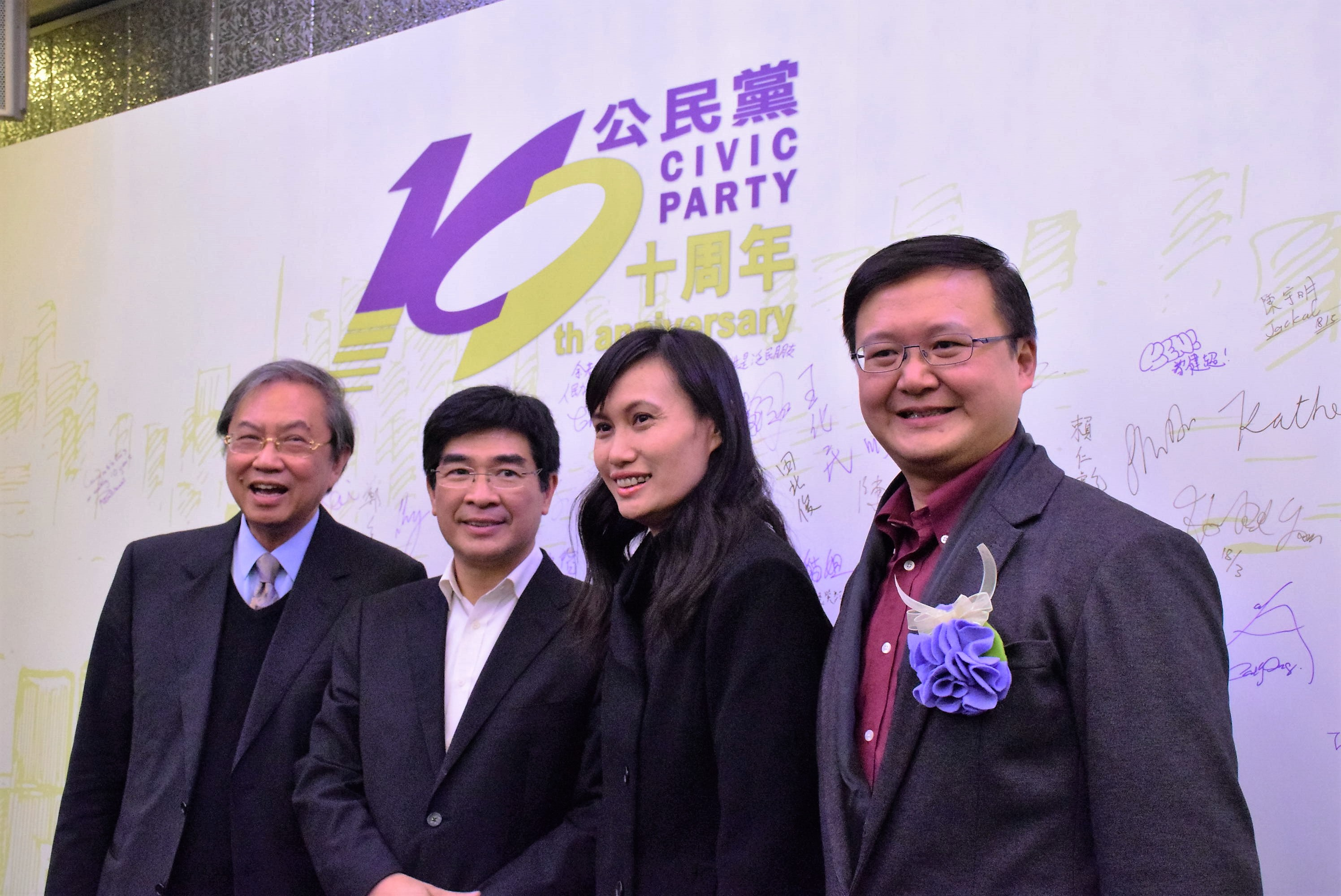
Zehnjähriges Jubiläum der Civic Party 2016

Nachdem die Article 45 Concern Group nach der Wahl des Legislativrats von Hongkong 2004 vier Abgeordnete stellen konnte, wovon alle Barrister waren, gründeten diese am 19. März 2006 mit zwei weiteren Abgeordneten die Civic Party.
Bei der Wahl des Chief Executive von Hong Kong 2007 nominierte die Civic Party ihren pro-demokratischen Oppositionskandidaten Alan Leong gegen den Inhaber des Amtes des Chief Executive, Donald Tsang. Mit knapp 16 % hatte Alan Leong für einen Kandidaten des Pro-Demokratie-Lagers einen verhältnismäßig großen Erfolg im vom Pro-Peking-Lager dominierten Wahlkomitee erreichen können.
Im Jahr 2010 initiierte die Civic Party gemeinsam mit der League of Social Democrats ein Referendum. Dabei traten Abgeordnete einer der beiden Parteien, insgesamt immer ein Abgeordneter aus jedem geografischen Wahlkreis, vom Legislativrat zurück, wodurch eine Nachwahl nötig wurde. Bei diesen Nachwahlen musste in jedem geografischen Wahlkreis ein Abgeordneter neu gewählt werden. Die zurückgetretenen Abgeordneten traten dabei erneut an. Ein Referendum wurde von der Civic Party und League of Social Democrats so dargestellt, dass eine Wiederwahl der Abgeordneten einer Zustimmung zu der Referendumsforderung bedeutet, die Direktwahl des Chief Executive einzuführen. Durch den Boykott dieser vorsätzlich ausgelösten Neuwahlen durch das Pro-Peking-Lager – unter anderem aufgrund der Befürchtung, eine Niederlage einzustecken – waren die klaren Wiederwahlen nur bedingt aussagekräftig. Die Wahlbeteiligung betrug gut 17 %. Gemäßigtere pro-demokratische Parteien wie die Democratic Party unterstützten das inoffizielle Referendum ebenfalls nicht.
Bei der Wahl des Legislativrats von Hongkong 2012 übertraf die Civic Party gemessen am Stimmenanteil die Democratic Party, welche bis dahin klare Flaggschiff-Partei des Pro-Demokratie-Lagers war, und errang genau wie die Democratic Party sechs Sitze. Bei der Wahl des Legislativrats von Hongkong 2016 erreichte die Civic Party trotz Verlusten erneut einen größeren Stimmenanteil als die Democratic Party, gewann aber erneut 6 Sitze, während die Democratic Party ihre Sitzanzahl auf sieben erhöhen konnte.
Am 14. November 2016 trat die Abgeordnete Claudia Mo aus der Partei aus, da sie sich mit ihrer überparteilichen politischen Gruppierung HK First zunehmend lokalistisch positionierte und so den Rückhalt aus der Civic Party mehr und mehr verlor, welche sich gegen Unabhängigkeitsbestrebungen Hongkongs ausspricht.
Nachdem die Civic Party seit ihrer Gründung bei den Wahlen zu den District Councils immer verhältnismäßig schlecht abgeschnitten hat, konnte sie bei den Kommunalwahlen in Hongkong 2019 mit 32 gewonnenen Sitzen entsprechend dem Erdrutschsieg des Pro-Demokratie-Lagers einen klaren Erfolg einfahren.

## Positionen
Zu den wichtigsten Forderungen der Civic Party gehört der Wunsch nach Förderung des demokratischen politischen Systems in Hongkong, welches auf allgemeinem Wahlrecht in ausschließlich Direktwahlen, Rechtsstaatlichkeit, Konstitutionalismus, bürgerlichen Freiheiten und Chancengleichheit für alle Menschen in Hongkong beruhen soll.
Außerdem sieht die Civic Party ihren Auftrag in der staatsbürgerlichen Bildung sowie in der Durchführung von Gemeinschaftsprojekten zum Wohle der Einwohner von Hongkong und des sozialen Zusammenhalts.
In der Vergangenheit gehörten auch die Einführung eines gesetzlichen Mindestlohns sowie die Schaffung eines Wettbewerbsrechts zu den Wahlkampfforderungen der Civic Party.
Zur besseren Strukturierung soll eine nachhaltig erfolgreiche Gemeinschaft aus der Partei in Vernetzung mit zivilgesellschaftlichen und außerparlamentarischen pro-demokratischen Gruppen aufgebaut und gefördert werden.
Innerhalb des Pro-Demokratie-Lagers gehört die Civic Party eher zu den gemäßigten Parteien. Forderungen lokalistischer Parteien, welche die Unabhängigkeit Hongkongs für eine echte Demokratisierung als notwendig ansehen, lehnt die Civic Party ab. Damit stellt sie sich entsprechend ihrem konstitutionalistischen Anspruch nicht gegen das Grundgesetz von Hongkong, setzt sich gleichzeitig aber auch mit großem Einsatz für die volle Umsetzung des Grundgesetzes von Hongkong in Bezug auf eine Direktwahl bei der Wahl des Chief Executive ein.
Dabei argumentiert die Civic Party deutlicher und radikaler als die gemäßigtere Democratic Party und begründet im Gegensatz zu dieser die Ablehnung der Unabhängigkeit von Hongkong auch nicht aus einer chinesisch-patriotischen Sicht, sondern überwiegend aus den im Grundgesetz von Hongkong niedergeschriebenen Gegebenheiten, nach dem Hongkong völkerrechtlich zur Volksrepublik China gehört.

## Organisation
An der Spitze der Partei stehen ein Leader sowie eine Chairperson. Der Posten der Chairperson ist dabei bisher immer mit einem älteren, erfahrenen Mitglied besetzt worden und kann deshalb mit dem Amt eines Ehrenvorsitzenden verglichen werden. Alle ehemaligen Leader wurden bisher später auch mal zur Chairperson der Partei.
Bisherige Leader waren Audrey Eu zwischen 2006 und 2011, Alan Leong zwischen 2011 und 2016 sowie Alvin Yeung seit 2016.